# Jáchymovite
La jáchymovite è un minerale.